# Petroleum Air Services

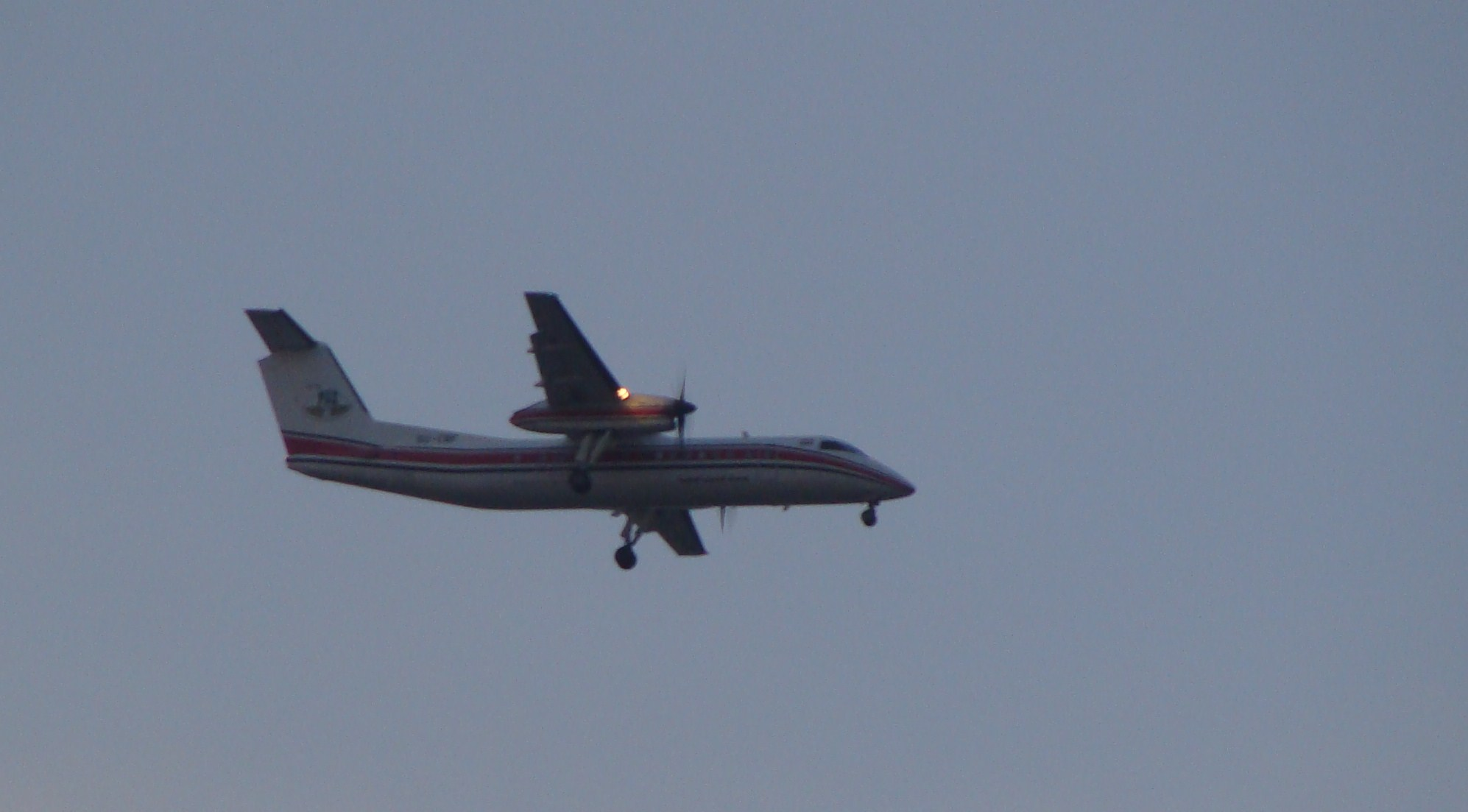
Dash 8 авиакомпании Petroleum Air Services

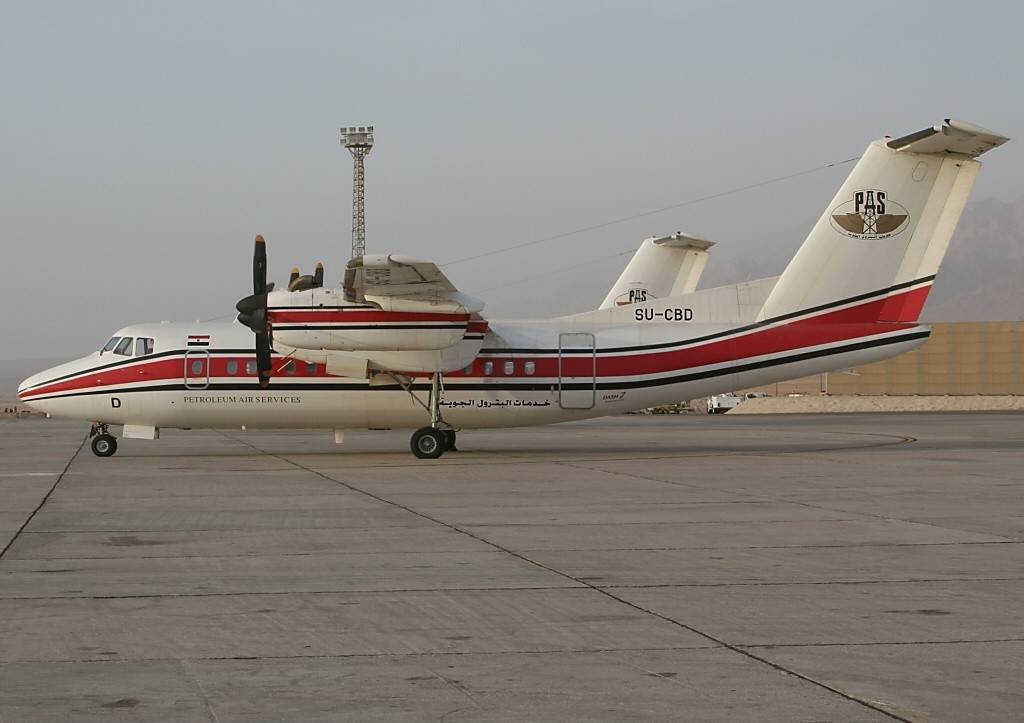
Dash 8 авиакомпании Petroleum Air Services (регистрационный SU-CBD) в международном аэропорту имени короля Хусейна

Petroleum Air Services — египетская чартерная авиакомпания со штаб-квартирой в Каире, осуществляющая пассажирские и грузовые перевозки по контрактам с нефтедобывающими компаниями и предоставляющая услуги нерегулярных пассажирских перевозок между аэропортами страны. Владеет большим парком вертолётов.
Портом приписки авиакомпании и её основным узлом является каирский международный аэропорт.

## История
Авиакомпания Petroleum Air Services была основана в 1982 году. 75% собственности перевозчика принадлежит национальной нефтедобывающей корпорации Egyptian General Petroleum Corporation, остальные 25% принадлежат британской вертолётной авиакомпании Bristow Group.
Штаб-квартира Petroleum Air Services находится в пригороде Каира (Наср-Сити).

## Операционная деятельность

### Чартерные перевозки
По долгосрочным и краткосрочным соглашениям Petroleum Air Services работает на всех внутренних направлениях в любых города Египта, а также по международным аэропортам региона.

### VIP-перевозки
Перевозки бизнес-класса осуществляются на нескольких региональных самолётах Bombardier DHC-7, DHC-8 и нескольких вертолётах, имеющих компоновку VIP-салонов.

## Флот
По состоянию на декабрь месяц 2010 года флот авиакомпании Petroleum Air Services составляли следующие воздушные суда:
В декабре 2010 года средний возраст воздушных судов авиакомпании Petroleum Air Services составлял 5,4 года.